# Takahiko Kozuka
Takahiko Kozuka (né le 27 février 1989 à Nagoya au Japon) est un patineur artistique japonais. Il est le champion du monde junior 2006, champion du Japon 2011, vice-champion du Monde 2011 à Moscou et vice-champion des Quatre Continents 2014 à Taipei.

## Biographie

### Vie personnelle
Sa famille a toujours évolué dans l'univers de la glace : son grand-père et son père Tsuguhiko Kozuka étaient patineurs et ce dernier a participé aux Jeux olympiques d'hiver de 1968 à Grenoble. Sa mère était danseuse sur glace. Ils sont maintenant entraîneurs dans leur ville natale. Parallèlement à sa carrière de patineur, il a étudié à l'université et a écrit une thèse comparant les sauts effectués sur le sol à ceux sur la glace, et en mars 2016, il a obtenu une maîtrise en éducation physique. Toujours en parallèle à sa carrière de patineur, il a travaillé pour Toyota, un de ses sponsors, et y est resté après avoir arrêté les compétitions. Pour finir sa carrière, il a choisi "Epilogue" de Ryuichi Sakamoto comme musique pour sa dernière représentation. Le choix de cette ballade au piano a mis en valeur ses habiletés de patinage qui sont parmi les plus remarquables dans le champ du patinage individuel masculin.

### Carrière sportive
Au début de sa carrière sportive, il reçoit la médaille d'or à l'issue de trois compétitions : 
La Finale du Grand Prix Junior 2005-2006, les championnats juniors du Japon 2005-2006, les championnats du monde juniors 2006.
En 2008, il reçoit la médaille d'argent à l'issue de deux compétitions : le Trophée Bompard de Paris 2008 et la Finale du Grand Prix 2008/2009 à Goyang City.
En 2009, il reçoit la médaille d'argent pour ses prestations lors de la Coupe de Russie.
En 2010, il se place en première position à l'issue de la Coupe de Chine 2010 et surtout du Trophée Bompard de Paris 2010 où il atteint d'excellents résultats.
Il obtient ensuite la troisième place pour la Finale du Grand Prix 2010/2011 à Beijing.
Le 25 décembre 2010, il remporte son premier titre national lors des Championnats du Japon, en se qualifiant en première position à l'issue du programme court et du programme libre, totalisant 251,93 points.
Il est vice-champion du Monde 2011 à Moscou.
Il est vice-champion des Quatre Continents 2014 à Taipei.

## Palmarès
| Compétition/Saison            | 2005    | 2006    | 2007    | 2008    | 2009    | 2010    | 2011    | 2012    | 2013    | 2014    | 2015    | 2016    |  |  |
| Jeux olympiques d'hiver       |         |         |         |         |         | 8e      |         |         |         |         |         |         |  |  |
| Championnats du monde         |         |         |         | 8e      | 6e      | 10e     | 2e      | 11e     |         | 6e      | 12e     |         |  |  |
| Quatre continents             |         |         |         | 8e      | 3e      | F       | 4e      | F       |         | 2e      |         |         |  |  |
| Championnats du Japon         | 4e      | 4e      | 6e      | 2e      | 2e      | 3e      | 1er     | 2e      | 5e      | 3e      | 3e      | 5e      |  |  |
| Championnats du monde juniors |         | 1er     |         |         |         |         |         |         |         |         |         |         |  |  |
|                               |         |         |         |         |         |         |         |         |         |         |         |         |  |  |
| Grand Prix ISU                | 2004/05 | 2005/06 | 2006/07 | 2007/08 | 2008/09 | 2009/10 | 2010/11 | 2011/12 | 2012/13 | 2013/14 | 2014/15 | 2015/16 |  |  |
| Finale du Grand Prix          |         |         |         |         | 2e      |         | 3e      |         | 5e      |         |         |         |  |  |
| Skate America                 |         |         |         | 8e      | 1er     |         |         | 3e      | 1er     | 6e      |         |         |  |  |
| Skate Canada                  |         |         |         |         |         |         |         |         |         |         | 8e      |         |  |  |
| Coupe de Chine                |         |         |         |         |         |         | 1er     |         |         | 3e      |         | F       |  |  |
| Trophée de France             |         |         | 6e      |         | 2e      |         | 1er     |         |         |         |         |         |  |  |
| Coupe de Russie               |         |         |         | 5e      |         | 2e      |         |         | 2e      |         | 6e      | 9e      |  |  |
| Trophée NHK                   |         |         | 3e      |         |         | 7e      |         | 2e      |         |         |         |         |  |  |
| Légende : F = Forfait         |         |         |         |         |         |         |         |         |         |         |         |         |  |  |